# Schönbach, Niederösterreich
Schönbach är en ort och kommun  i Österrike. Den ligger i distriktet Zwettl i förbundslandet Niederösterreich, 100 kilometer väster om huvudstaden Wien. 
Kommunen består av tio orter (Ortschaften) (inom parentes invånarantal 1 januari 2024):

- Aschen (54)
- Dorfstadt (89)
- Fichtenhöfen (18)
- Grub im Thale (15)
- Klein-Siegharts (50)
- Lengau (24)
- Lichtenau (33)
- Lohn (156)
- Pernthon (67)
- Schönbach (246)